# 日高三石站
日高三石站（日语：／ Hidaka-mitsuishi eki */?）位於日本北海道日高郡新日高町三石旭町，是北海道旅客鐵道（JR北海道）日高本線上的站。電報略號是。以前是急行「襟裳」的停靠站。
車站名稱源自阿伊努語「i-ma-nit-us-i」，意思是有烤魚的木棍的地方。

## 車站構造
側式月台1面1線的地面站。以前是相對式月台2面2線，可會車。站房內設有食堂。站房與「交流衛星三石（ふれあいサテライト三石）」併設。

## 車站周邊
- 國道235號
- 新日高町役場三石廳舍（原為三石町公所）
- 靜內警察署三石派出所
- 三石郵局（與日本郵便苫小牧支店三石集配中心併設）
- 日高信用金庫三石支店
- 日高漁業協同組合三石支所
- 道南巴士「三石站前」站牌

## 歷史
- 1933年12月15日：設立[2]。
- 1977年2月1日：廢止貨物處理的業務。
- 1984年2月1日：廢止行李處理的業務。
- 1987年4月1日：國鐵分割民營化後成為北海道旅客鐵道（JR北海道）轄下的車站。
- 1993年：站房與「交流衛星三石」併設。
- 2015年1月8日：厚賀站 - 大狩部站之間路段因大浪受損而暫停行駛列車，由公車代替行駛[3]。
- 2021年4月1日：廢站[4]。

## 相鄰車站

### 廢止路線
北海道旅客鐵道（JR北海道）
日高本線
日高東別－日高三石－蓬榮

## 相關項目
- 日高本線
- 日本鐵路車站列表

## 外部連結
- （日語）全驛參觀之旅 （页面存档备份，存于）